# Norska
Norska (norska: norsk (fil)) är ett nordiskt språk som har stora dialektvariationer i talspråket och stora skillnader mellan olika standarder i skriftspråket. Norska talas av ungefär 4,3 miljoner människor, främst i Norge där det är officiellt språk (i vissa områden tillsammans med samiska). Norska talas också av 50 000 norskamerikaner i USA, framförallt i Mellanvästern.
Norska utgör tillsammans med svenska och danska de fastlandsnordiska språken, ett kontinuum av ömsesidigt begripliga dialekter i Skandinavien. Norska företer en blandning av västnordiska och östnordiska drag. Historiskt sett kan norska huvudsakligen härledas tillbaka till de västnordiska dialekterna av fornnordiska som även isländska och färöiska har utgått ifrån, men avståndet till de önordiska språken isländska och färöiska är i dag långt större än avståndet till de östnordiska språken danska och svenska. Det är vanskligt att avgränsa norska mot svenska och danska utifrån rent språkliga kriterier, och i själva verket kan modern norska sägas vara den skandinaviska dialekt (eller de skandinaviska dialekter) och det standardspråk (eller de standardspråk) som har sin geografiska och politiska koppling till Norge. 
Norsk rättskrivning ersattes delvis under senmedeltiden av danskt skriftspråk. Från mitten av 1800-talet uppstod landsmål, senare nynorska, som ett alternativt skriftspråk baserat på flera norska dialekter. Detta var upphovet till den norska språkstriden, en långvarig debatt mellan anhängarna av de olika målformerna och rättskrivningarna. I dag har alltså norskan två officiella skriftvarianter (målformer), bokmål och nynorska (nynorsk) där 87–89 procent av befolkningen använder bokmål som sitt viktigaste skriftspråk medan resten använder sig av nynorska.

## Klassificering
Norska tillhör den nordgermanska grenen av den indoeuropeiska språkfamiljen. Inom den nordiska språkgrenen kan norska klassificeras enligt den väst‐ och östnordiska klassificeringsmodellen, eller den nyare indelningsgrunden som skiljer ö‑skandinaviska språk från fastlandsskandinaviska.

### Historisk klassificering: västnordiska och östnordiska
Nordiska språkliga varieteter indelas historiskt sett i en västnordisk gren och en östnordisk gren. Skillnaderna mellan väst och öst uppstod på vikingatiden och äldre medeltid.
Norge är de västnordiska utvecklingstendensernas ursprungsland, eftersom Island och Färöarna bebyggdes efter att skillnaderna mellan väst och öst börjat uppstå. Av detta historiska skäl klassificeras ofta norska som västnordiskt. Men en tydlig gräns mellan väst‐ och östnordiskt finns inte, och har aldrig funnits; vart och ett av de särskiljande språkdragen har olika utbredning.
Sedd som en helhet omfattar nutida norska dels de talade varieteterna (inklusive de primära dialekterna), dels skriftspråken nynorska och bokmål (samt riksmål). Nutida norska uppvisar en blandning av väst‐ och östnordiska drag, av två skäl:
- ett flertal dialekter (och den på dialekter grundade nynorskan) är starkt västnordiska, men delar av östra Norge har sedan vikingatiden och medeltiden uppvisat östnordiska språkdrag, och
- den östnordiska danskan påverkade norska när Norge tillhörde Danmark, så att skrivet bokmål/riksmål och prestigevarianter av talspråk är mycket danskinfluerade.

#### Exempel på östnordiska drag i norska
Ett gammalt kort germanskt e‐ljud blir i nordiska språk ofta j-ljud plus en vokal; detta kallas brytning. Ett exempel är att det engelska ordet help har kvar e‐ljudet, men i det svenska hjälpa har e‐ljudet blivit ‑jä‑. 
Östnordiska språk har fler fall av brytning än västnordiska. Utvecklingen av ordet jag/jeg/eg visar norskans mellanställning mellan väst‐ och östnordiskt. Formerna utan j‐ anses västnordiska, och formerna med j‐ anses östnordiska. Formerna utan j‐ är ursprungliga (jämför fornspråket latin som också hade kvar e‑ljudet i ego (”jag”). Västerut i Norden är vokalen vanligen obruten (nyisländska ég uttalas [jɛːɣ], beroende på en senmedeltida utveckling skild från fornnordisk brytning). I Norge har nynorska skriftspråket den västliga obrutna formen eg, men bokmål/riksmål har jeg. Orsakerna till att den östliga formen finns i norska är dels att den brutna formen med j‐ funnits i östnorska dialekter sedan forntiden, dels att danska jeg påverkat tal och skrift.
Ett annat tydligt exempel på norskans mellanställning är att diftonger som au bevaras i västnordiska språkliga varieteter, men blir monoftonger som ö (norsk stavning ø) i östnordiska språkliga varieteter. I sydvästra Norge finns fylket Aust‐Agder, som inte får stavas ”Øst‐Agder” ens när man skriver bokmål/riksmål. Men i östra Norge finns fylket Østfold, som stavas med monoftongen ø. Monoftongen ø finns i norska av enahanda skäl som nämnts ovan: den finns dels i östnorska dialekter, dels i Norges förutvarande skriftspråk danska, som utvecklats till norskans bokmål.
Det finns många fler väst‐östliga skiljelinjer, och eftersom det norska språkområdet delas av flera av dessa, har det en mellanställning mellan väst‐ och östnordiskt.

### Modern klassificering: ö‑skandinaviska och fastlandsskandinaviska
Enligt synkron klassificering är norska ett fastlandsskandinaviskt (fastlandsnordiskt) språk. Den moderna indelningen tar fasta på att de flesta talade norska, och svenska språkliga varieteter har en tämligen hög ömsesidig begriplighet på ett sådant sätt att de svenska och norska språkområdena bildar ett dialektkontinuum. Detta gäller också norska och danska språkliga varieteter men i lite mindre grad. I gengäld är skrivet norskt bokmål eller riksmål och skriven standarddanska mycket lika varandra. Även skriven nynorska är mer begriplig för de som kan standardsvenska och standarddanska än vad isländska och färöiska är. Av dessa skäl klassificeras de flesta språkliga varieteterna i Sverige, Danmark och Norge tillsammans i fastlandsskandinaviska språk, till skillnad från de ö‑skandinaviska språken isländska och färöiska.

### Jämförelse mellan klassificeringar
Klassificeringen av norska som västnordisk grundas på fonologiska skiljelinjer som uppstod tidigt i fornnordisk tid. Denna klassificering är problematisk därför att den lägger större vikt vid dialektskillnader inom det fastlandsskandinaviska dialektkontinuumet än vid nutida skillnader mellan tydligt åtskilda språk, bara för att de förstnämnda skillnaderna är äldre. Dessutom går några av skiljelinjerna mellan väst‐ och östnordiskt tvärs igenom det norska språkområdet, och vidare har skriftspråket bokmål många östnordiska drag på grund av sitt nära släktskap med danska, och kan i sin mest konservativa variant sägas vara närmast rent östnordiskt. Det standardiserade talspråket knutet till bokmål, standardöstnorska, klassificeras ej heller som en norsk dialekt. En åtskillnad mellan västnordiskt och östnordiskt upplevs därför som problematisk och mindre relevant för modern norska.

## Utbredning

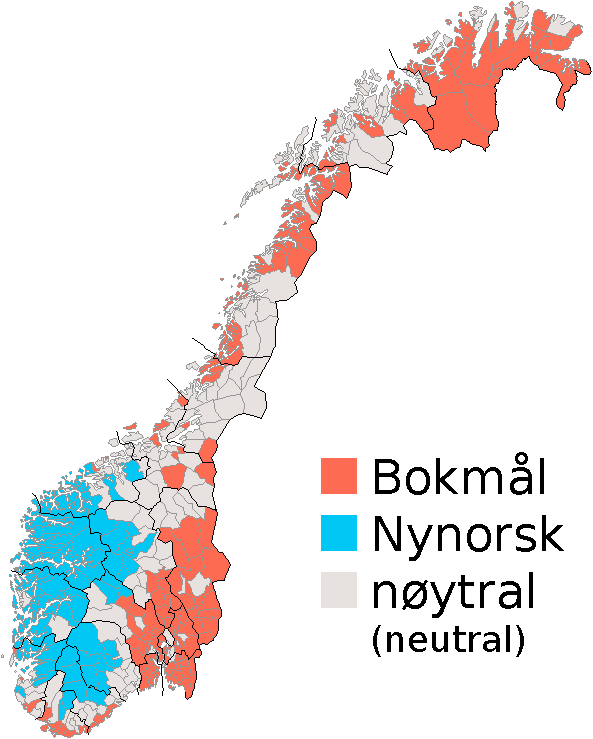
Karta som visar kommuner med officiell skriftvariant i år 2007.

Norska talas av omkring 4,5 miljoner i Norge, och av omkring en miljon utanför landet. Av dessa har omkring 4,3 miljoner språket som förstaspråk. Av de norsktalande utanför Norge är omkring 50 000 bosatta i Nordamerika (2006), och 45 000 i Sverige (2005). Totalt 160 000 norska medborgare bor i utlandet, och omkring 5 miljoner norskättade emigranter har naturaliserats i USA och Kanada, varav ca 99 % av ättlingarna har förlorat språket. När invandrare talar norska med inslag av utländska ord eller ”förortssociolekt” (speciellt i Oslo) kallas det nedsättande för "kebabnorsk". När norskan blandas med svenskan kallas detta "svorska", exempelvis i TV för blandad publik eller i påhittat språk i filmer.
Norska har talats på Kolahalvön sedan 1800‐talet. Efter bolsjevikernas maktövertagande avbröts kontakten mellan Rysslands och Sovjetunionens norska minoritet och Norge. Ättlingarna av Kolanorrmännen har nu rätt att bli medborgare i Norge, och många har flyttat till Norge, så det är osäkert huruvida norska talas i Ryssland av ättlingar till de ursprungliga Kolanorrmännen.

## Språkhistoria

### Urnordiska
Norska har likt de andra skandinaviska språken utvecklats från det gemensamma språket Urnordiska som talades under perioden 200 e.Kr. till 800 e.Kr. Skriftliga källor till urnordiska kan man finna på runinskriptioner. Urnordiska måste ha varit ömsesidigt begripligt med de västgermanska språken, från vilka engelska, tyska och nederländska har utvecklat sig.

### Synkopetiden
Omkring år 500 gick urnordiska in i en period som i nordisk språkvetenskap benämns Synkopetiden, där synkope är en språkvetenskaplig term som innebär att en obetonad vokal i ett ord försvinner. Till exempel förkortades de urnordiska namnen AnulaibaR och HarjawaldaR till Óláfr og Haraldr (I dag Olaf och Harald). Dessa förändringar var så pass påtagliga att språket innan och efter Synkopetiden ej hade varit ömsesidigt förståeligt, men nordiska och västgermanska skiljdes inte helt åt av denna utveckling på grund av språkkontakt och en parallell utveckling.

### Fornnorska

#### Runnorska (norrönt)

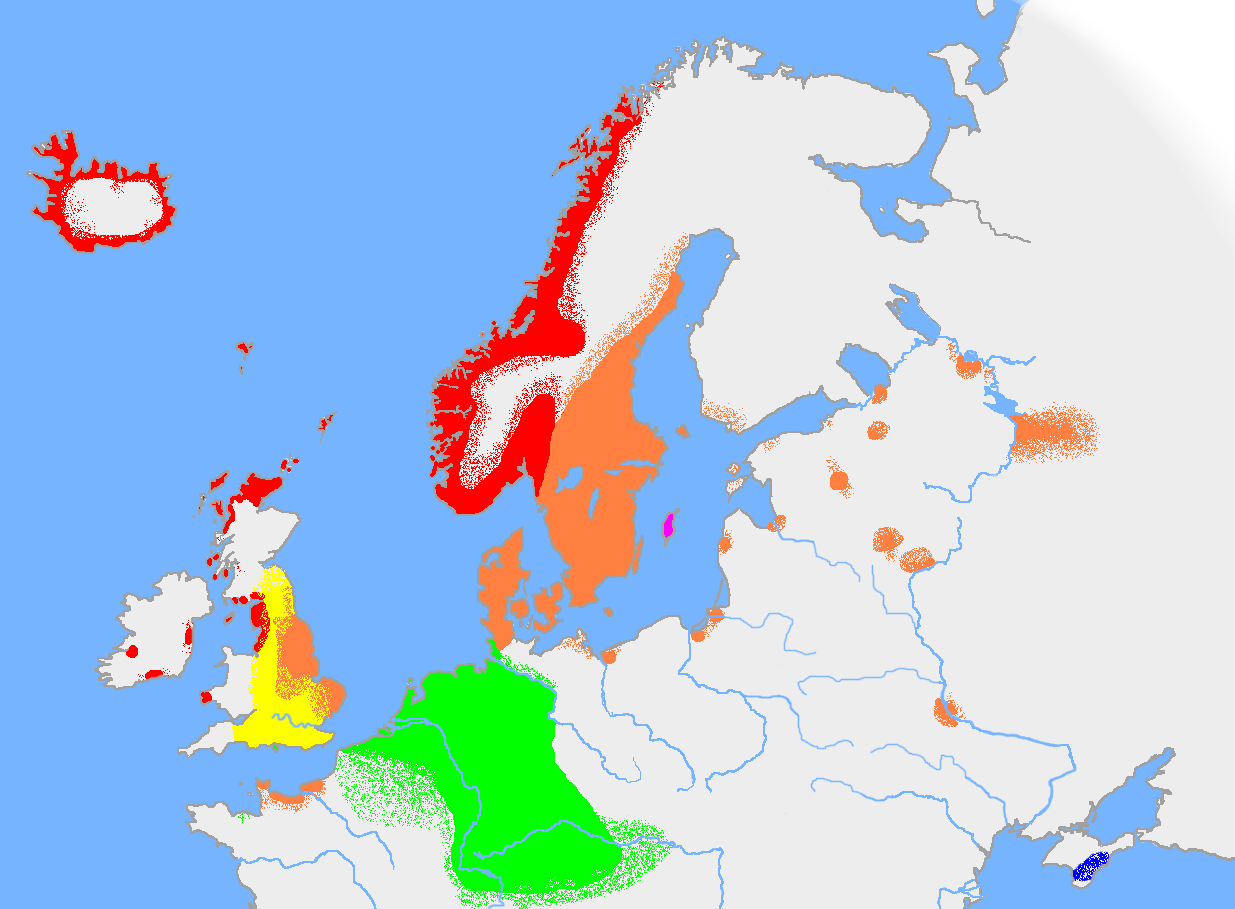
Kartan visar den ungefärliga utbredningen av fornnordiska och besläktade språk i begynnelsen av 900-talet. I de röda områdena talades dialekten fornvästnordiska och i de orange fornöstnordiska. Det rosa avser forngutniskans utbredning och det gröna de övriga germanska språken som vid denna tid låg mycket närmare de skandinaviska språken än i dag. Gult avser fornengelska och blått avser krimgotiska. Språken var vid denna tid fortfarande till viss grad ömsesidigt förståeliga.

Från omkring år 700 e.Kr. benämns språket fornnordiska eller norrönt och särskiljs från dansk och svensk fornnordiska som fornvästnordiska (jämte fornöstnordiska). I norsk språkvetenskap används termen norrönt främst om språket som talades på Island och i Norge, även om dialektskillnaderna i det nordiska språkområdet var minimala, och språket i samtiden uppfattades som ett språk, kallat norrǿna eller dǫnsk tunga. Under 700-talet uppstod dock vissa dialektskillnader och det är vanligt att tala om en västnordisk dialekt i Norge och på Island och Färöarna, och en östnordisk dialekt i Sverige och Danmark. Till exempel monoftongerades de gamla diftongerna i öst, så att standardsvenska och danska i dag har sten, rös och lös, medan många norska dialekter har stein, røys och laus. Såväl isländska som färöiska har behållit diftongerna.
Det fornnordiska språket hade på grund av vikingarnas resor och erövringar vid denna tid stor påverkan på fornengelska, och det bidrog till att upprätthålla den gemensamma förståelsen mellan språken. Skillnaden kan ha varit ungefär som mellan standardnorska och standardsvenska i dag.

#### Äldre fornnorska (gammelnorsk)
Kring 1000-talet kan fornnorskan särskiljas från den isländska fornöstnordiskan och kallas då för äldre fornnorska (bokmål: gammelnorsk).
Från omkring 1200 skilde sig danskan allt mer från norskan och svenskan. De flesta danska språkliga varieteterna förlorade då skillnaden med olika vokaler i grammatiska ändelser; medan norska och svenska språkliga varieteter växlar mellan e, a och o (eller a och e i tvåvokalmål) så har de flesta danska mål och standarddanska endast e. Danskan genomgick också en säregen fonologisk utveckling; bland annat fick danskan sina blöde konsonanter och det danska stød som uppstod under denna tid i de flesta danska dialekterna. Denna dialektskillnad är större än den som skilde öst och väst åt, och det är framförallt detta som gör att norrmän har svårare att förstå muntlig danska än svenska. De norska dialekterna som talades fram till omkring 1350 kallas gammalnorska, ett språk som skrevs med såväl runor som det latinska alfabetet, ett alfabet som infördes vid kristendomens ankomst under 1000-talet. I samband med att många av de skrivkunniga dog i digerdöden 1349, försvagades det norska skriftspråket kraftigt. 
Med tiden har talspråket i Norge utvecklats till mycket skilda varianter, historiskt till stor del beroende på begränsade möjligheter till kommunikation utanför det lokala området, på grund av den bergiga topografin. Dialektvariationen betraktas ibland som unikt stor, i många aspekter.

#### Yngre fornnorska (mellomnorsk)
Det norska språket som talades från den svarta döden till reformationen år 1536 kallas för yngre fornnorska, medelnorska eller mellannorska (bokmål: mellomnorsk). På nytt gick norskan in i en period av stora förändringar och förenklingar. Liknande förändringar skedde även i danskan och svenskan så att avstånden mellan dessa språk icke ökade betydligt. En viktig drivkraft i språkförändringarna under denna period var den omfattade kontakten med hanseatiska handelsmän, det vill säga nordtyskar och det lågtyska språket. Inte minst handlar det om ordförrådet som i hög grad byttes ut. Detta förenklades då lågtyskan redan stod de nordiska tungomålen nära, detta på grund av deras gemensamma germanska ursprung och frånvaron av högtysk ljudskridning. Därför var avsevärda delar av den lågtyska och nordiska vokabulären delad. Exempelvis är borgare ett lågtyskt lånord, men borg är nordiskt, riddare är lågtyskt, men rida är nordiskt, köpman är från lågtyskan, men köpa och man tillhör det tidigare ordförrådet, förbjuda kommer från lågtyskan, men både för och bjuda fanns innan i norskan, och så vidare. Skandinaver och nordtyskar kunde således förstå varandra, men det resulterade i att avståndet till de önordiska språken isländska och färöiska ökade, och att det nordiska språkområdet definitiv delades.
På grund av Kalmarunionen från 1397 och därefter unionen med Danmark blev det danska skriftspråket stadigt mer använt i Norge. Det norska skriftspråket användes i de så kallade bondebreven som i huvudsak var tingsdokument från rättsväsendet. Här kan man finna norskt skriftspråk fram till slutet av 1600-talet.

### Nynorska

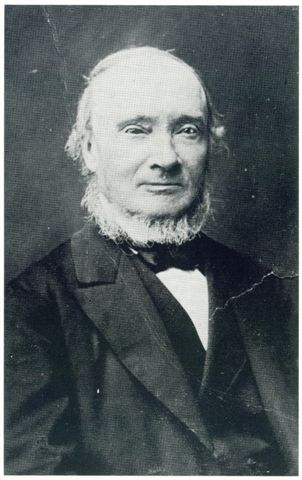
Ivar Aasen konstruerade landsmålet under mitten av 1800-talet.

Från 1500-talet fick de flesta skandinaviska språkliga varieteterna en form som dagens skandinaver i stora delar skulle kunna förstå. Detta stadium av det norska språket kallas nynorska. Sedan fornnordisk tid har det gamla kasussystemet kraftigt försvagats, även om vissa dialekter bevarat skillnaden mellan nominativ och dativ. De personliga pronomenen har liksom i svenskan behållit ett tvådelat kasussystem som skiljer sig mellan du och deg.  
Innan Ivar Aasens systematiska arbete, hade Jørgen Thomassøn som den förste studerat norsk grammatik under denna period. Marcus Schnabel i Hardanger var den näste som studerade folkmålets grammatik. Schnabel hade gått i lära hos Hans Strøm och de uppmärksammade både släktskapet mellan gammalnorsk och bygdemålen. Prästen Christen Jenssøn i Sunnfjord (1646) och Erik Pontoppidan med Glossarium Norvegicum (1749) skapade också ordsamlingar. År 1802 beskrev läkaren Laurents Hallager 6 000 norska ord och uttryck i Norsk Ordsamling (Norsk Ordsamling eller Prøve af Norske Ord og Talemaader. Tilligemed Et Anhang indeholdende endeel Viser, som ere skrevne i det norske Bondesprog.).
De första systematiska granskningarna av det nynorska språket genomfördes dock av Ivar Aasen. Under 1840-talet reste han runt i Norge och studerade dialekterna. Genom att på 1840-talet försöka systematisera det använda språket, räknas han som "uppfinnaren" av nynorska som baserades på genomgångna västnorska dialekter, en skriftspråkskompromiss som inte stämmer helt med någon bestämd talad dialekt. År 1848 publicerade han Det norske Folkesprogs Grammatik och 1850 kom Ordbog over det norske Folkesprog. Detta arbete möttes av stor välvilja i den norska samtiden, och han räknas nu som grundläggaren av norsk språkvetenskap.
År 1852 skapade Aasen den så kallade språkstriden då han uttryckte sin önskan om att skapa en normalform av folkspråket för ett allmänt användande. Något normerat skriftspråk fanns ännu inte, och Aasen var därför inte redo för kamp och försökte att avdramatisera saken. Den första skissen på ett standardiserat skriftspråk kom 1853 med Prøver af Landsmaalet i Norge. Den första verkliga stora striden kom 1858 då journalisten och diktaren Aasmund Olavsson Vinje startade veckobladet Dølen, den första periodiska publikationen på det nya landsmålet. Aasen fullförde det gemensamma nynorska skriftspråket genom publiceringen av Norsk Grammatik 1864 och Norsk Ordbog 1873. Partiet Venstre tog upp frågan, och 1885 blev landsmålet jämställt med det danska skriftspråket, eller vort almindelige Skrift- og Bogsprog som det kallades i stortingsvidtagandet. Den första officiella rättskrivningen kom 1901 och 1907 infördes det en obligatorisk examen i landsmålet vid examen artium.

### Dansk-norska

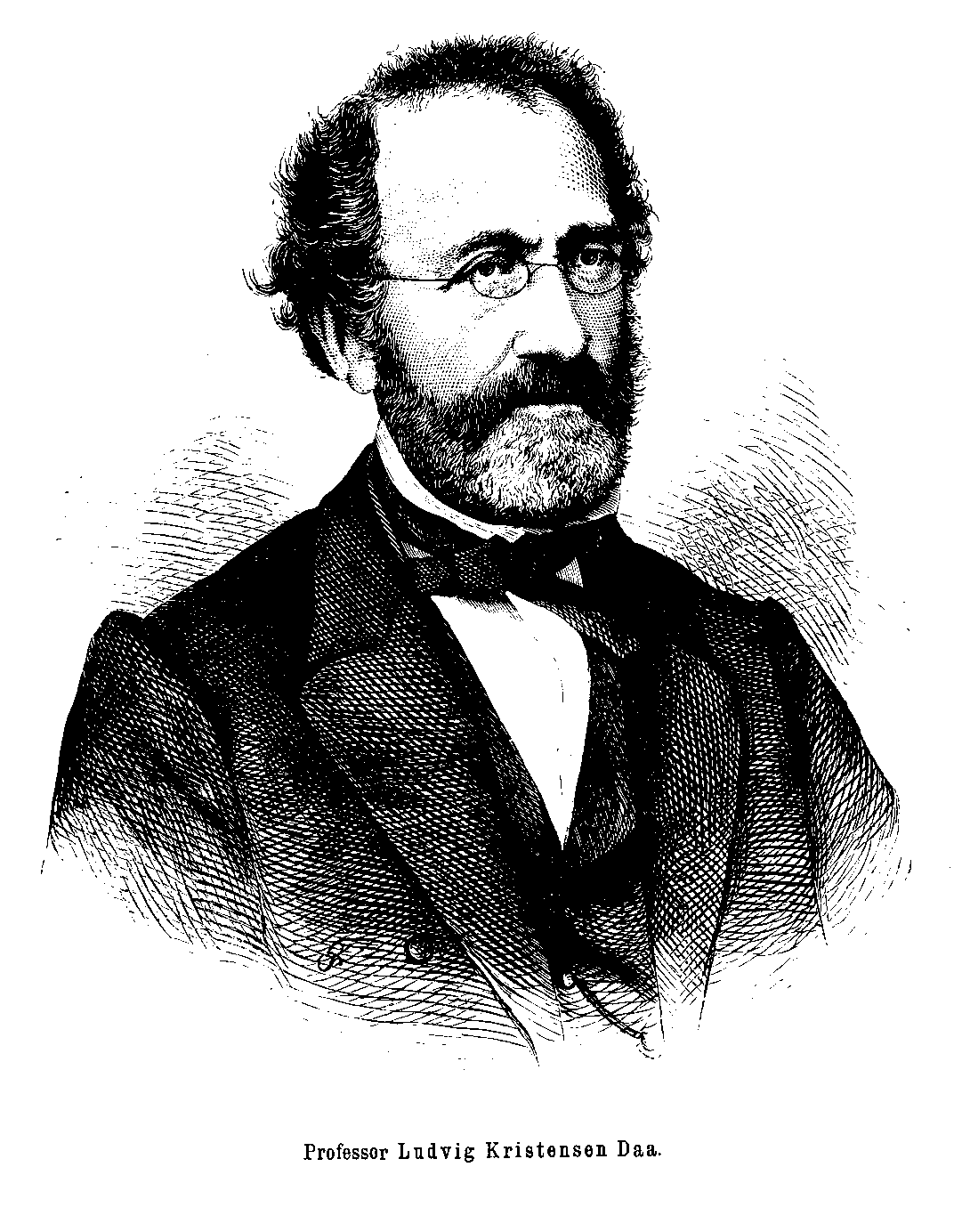
Ludvig Kristensen Daa var en av dem som stod i spetsen i kampen för ett norskt skriftspråk.

Med reformationen och boktryckarkonsten ökade skriftspråkets betydelse, och många av Europas skriftspråk fick sin moderna form i arbetet med bibelöversättningarna under denna tid. I Skandinavien uppstod två standardskriftspråk, ett svenskt baserat på dialekterna i och omkring Stockholm och ett danskt baserat på dialekterna omkring Öresund och Själland. I Norge befäste danskan sin ställning. 
På 1600-talet utvecklade sig ett högtidsspråk i Norge med skriftspråket som källa. Ett skriftligt uttal av danska användes som predikospråk i kyrkorna och senare i konfirmationsundervisningen och i skolorna. I skolorna varade detta fram till 1878 då Stortinget beslutade att undervisningen skulle ges på Børnenes eget Talesprog, alltså barnens eget talspråk.
Vid sidan av högtidsspråket utvecklades ett dansk-norskt vardagstal som vartefter blev modersmål för den norska överklassen. Utvecklingen tog antagligen sin början under 1600-talet, men så sent som på 1800-talet kunde det fortfarande vara starkt dialektpräglat språk i detta så kallade bildade vardagsspråk. Det dansk-norska språket var som mest likt danskan under 1800-talet. Dansk-norskan var ett Koinéspråk, det vill säga en blandning mellan två ömsesidigt förståeliga dialekter, men transplanterat i ett område där det skiljer ut sig från dialekterna som omger det. Till exempel hade dansk-norskan i motsättning till dialekterna i Oslo inte något jämviktssystem, utan endast en vokal (e) i grammatiska ändelser, monoftonger i stället för de flesta gammalnorska diftongerna, liten användning av retroflexa konsonanter och tjockt l, och till viss del mjuka konsonanter. 
Även om det också innan 1814 var känt bland språkintresserade ämbetsmän att norska kunde kallas ett eget språk med lika stor rätt som danska och svenska, och även om norska diktare sedan mitten av 1700-talet hade använt speciellt norska ord i det danska skriftspråket, är det först på 1830-talet som önskan om ett norskt skriftspråk uttrycktes. Det började med Henrik Wergeland som försvarade användandet av norska ord i dikter och folkupplysningar. Medan Wergeland begränsade sig till en lexikalisk förnorskning, tog först Ludvig Kristensen Daa och senare och i synnerhet Knud Knudsen till orda för ljudriktiga rättskrivningsprinciper efter inspiration av den danska ortofonirörelsen. En central fråga var vilken dialekt som skulle ligga till grund för det uttalsrätta skrivsättet. Knudsen argumenterade vartefter mot högtidsspråket eftersom ingen hade det som sitt naturliga modersmål, och kom fram till principen om att basera skriftspråket på den almindeligste Udtale af Ordene i de dannedes Mund, med andra ord det dansk-norska vardagsspråket. Knudsen var för en gradvis förnorskning i denna riktning, men fick inte uppleva den själv. Den första rättskrivningsreformen baserad på hans principer kom år 1907 och grundlade det som i dag heter bokmål. Han kallas därför för bokmålets far.

### 1900-talet
Ett misslyckat försök att skapa ”samnorska”, ett enat skriftspråk, har gjorts. Moltke Moe skrev redan 1900 om riksmål som ett steg på vägen att finna ett gemensamt språk som i framtiden skulle kunna ena det norska folket, och han stod bakom den första rättskrivningsreformen 1907 där bland annat de mjuka konsonanterna b, d och g till stor del ersattes av de hårdare konsonanterna p, t och k, men även visa plural- och preteritumändelser byttes ut till ändelser som lät mer norska. Ytterligare en rättskrivningsreform genomfördes efter en kunglig resolution 1917 med syftet att ändra skriftspråket ytterligare ett steg i norsk riktning. Danskans fjeld och mand blev till fjell och mann men vad som kanske var ännu viktigare var att æ i många ord byttes till ett e: læse > lese och sæk > sekk, samt att det efter nynorsk påverkan lades till diftonger i flera ord, såsom att sten och ben blev till stein och bein, men även att gulv och bro blev till golv och bru. Dessa ändringar genomfördes relativt fort och var etablerade i det folkliga språket i mitten av 1920-talet. Det norska lärarförbundet stödde förslagen, och även om många var kritiska till den senaste reformen hade man i lärarförbundet uppmanat stortinget att inte dra tillbaka den. Efter uppmaningen infördes det fria valet av målformen i skolan, där varje skola fick välja huruvida man ville använda sig av bokmål eller nynorska i undervisningen. År 1920 instiftades även Riksmålsvernet som starkt värnade riksmålet, dagens bokmål. Bland anhängarna var tidningen Aftenposten bland de starkaste motståndarna till den officiella samnorskpolitiken, och man började inte skriva med 1907 års rättskrivning förrän 1923 och med 1917 års förrän 1928. 
I förbindelse med ändringar i skollagen 1929 kom frågan om namnet till målformerna upp. Landmålet bytte namn till nynorska, medan namnet bokmål blev det officiella för det som kallats riksmål. Förslag om att använda riksmål eller dansk'norsk istället för bokmål föll med röstsiffrorna 13 mot 22 och 17 mot 18 i lagtinget. Detta har sedan dess räknats som det officiella avgörandet av namnfrågan. Efter detta har riksmålsrörelsen använt sig av namnet riksmål om sin privata norm i motsättning till den officiella bokmålsnormen.
År 1938 kom 1938 års rättskrivning som i dag är ihågkommen som den stora samnorskreformen. Huvudarkitekten var historikern, språkvetaren och socialdemokraten Halvdan Koht. Reformen byggde på principerna om den samordning av skrivsätt i dialektformerna och det gemensamma närmandet till østlandsdialekterna som gällt år 1917. För att ge större klarhet angående den stora valfriheten som 1917 års rättskrivningsreform hade tillåtit, blev det nu samordning med två olika former: huvudformer och sidoformer. Huvudformerna skulle användas till läroböckerna medan sidoformer var tillåtna att användas av eleverna. För bokmålets del var det nytt att många former utan underlag i de östnorska dialekterna i Oslo plötsligt blev den vedertagna formen. Bland annat blev ramn, vatn, botn och fram det nya stavsättet, medan mjøl och mjølk blev huvudformen med mel och melk som sidoformer. Även femininum fick nu egna ändelser såsom boka istället för boken och artikeln ändrades till ei istället för en. Detta väckte starka reaktioner i riksmålsrörelsen. I nynorskan var det också de traditionella formerna som togs bort eller sattes inom klammer. I Norges mållag var åsikterna om reformen delade, och det bröt ut en intern strid. Detta slutade med en kompromiss som i praxis accepterade tillståndet. Efter andra världskriget intensifierade Riksmålsforbundet under ledning av Arnulf Øverland kampen mot den så kallade samnorskrättskrivningen. De organiserade föräldraaktionen mot samnorsk 1951 och stiftade Det Norske Akademi for Sprog og Litteratur 1953. Detta motstånd sägs ha varit en huvudorsak till att myndigheterna vartefter tvingades ge upp till bokmålets fördel.    
År 1952 upprättades Norsk språknemnd med syftet att främja närmandet mellan de två skriftsätten. År 1959 kom den nya läroboken för bägge målformerna. För nynorskans del betydde det ett ytterligare närmande till bokmål. Detta gäller framför allt nynorskan, då nämnden ville vara försiktigare med bokmålet på grund av det starka motståndet efter 1938, och några traditionella riksmålsformer kom tillbaka. Men samtidigt blev valfriheten i läroboksnormalen mindre, genom att flera riksmålformer gjordes om till sidoformer. Därför mötte också denna reform starkt motstånd från riksmålsrörelsen. 
År 1959 upprättades Landslaget for språklig samling och 1966 lanserades det första fullständiga förslaget till en samnorsknormal, alltså ett norskt språk, men detta fick aldrig något större genomslag.
År 1972 tog Norsk språkråd över från Norsk språknemnd. År 1981 övergavs i princip närmandepolitiken genom att många traditionella riksmålsformer åter blev huvudformer i bokmål. Detta gjordes för att få skriftspråket att komma närmare det faktiska bruket. Samma år tog Det Norske Akademi över ordboks- och normeringsarbetet från Riksmålsvernet. Närmandepolitiken upphävdes officiellt av stortinget 2002, och i rättskrivningen från 2005 upphävdes skillnaden mellan huvud- och sidoformer. 
I dag är debatten närmast obefintlig, och skriftspråken har sedan dess utvecklats åt var sitt håll, men bokmålet används nästan till hundra procent i stora dagstidningar (totalt 89 % enbart på bokmål mot 6 % enbart på nynorska) och detta är det största hotet för nynorskan. Bokmålstalande ungdomar visar ofta motstånd mot de obligatoriska skolstudierna i nynorska, och det talas om att göra det frivilligt att studera nynorska i skolan. I Norge är det nu 85–90 % av befolkningen som använder bokmål som sitt vanligaste skriftspråk, men skolelever måste ändå lära sig båda skriftspråken. År 2007 hade 86 % av skoleleverna sin undervisning på bokmål (1943 var det ⅔ bokmål och ⅓ nynorska). För tal gäller att ca 20 % av befolkningen använder bokmål, medan resten talar ”dialekt”. För att uppmuntra bruket av nynorska användes devisen "snakk dialekt, skriv nynorsk". Den norska statstelevisionen, NRK, sänder program med programledare som talar nynorska (minst 25 % av sändningstiden skall vara på den minst använda varianten). Alla myndigheter har skyldighet att kunna kommunicera på bägge språken om det efterfrågas. Utländska norskstuderande lär sig i regel bokmål.

## Fonologi

### Vokaler
De flesta norska dialekter har 18 monoftonger och sex diftonger.
|             | främre  | främre | främre | främre | central | central | bakre | bakre |
| ----------- | ------- | ------ | ------ | ------ | ------- | ------- | ----- | ----- |
| orundad     | orundad | rundad | rundad |        | central | central | bakre | bakre |
| lång        | kort    | lång   | kort   | lång   | kort    | lång    | kort  |       |
| sluten      | i       | ɪ      | y      | ʏ      | ʉ       | ʉ       | u     | u     |
| mellanvokal | e       | e      | ø      | ø      |         |         | o     | ɔ     |
| öppen       | æ       | æ      |        |        |         |         | ɑː    | ɑ     |

Det finns en del variation mellan dialekterna när det gäller realisering av vokalerna, men variationen när det gäller diftongerna är större.  De sex diftongerna skrivs ei, øy, au, ai, oi, ui. De första tre är vanliga och kan härledas tillbaka till urnordiska diftonger, och flera östliga dialekter har istället en monoftong för diftong här, till exempel stenrøs istället för steinrøys. Östländskt dialektuttal av diftongerna är /æi øy æʉ ɑi ɔy ʉi/, medan trönderskt uttal på de tre första är ei øy øʉ. Diftongerna har en del likheter, till exempel är alla stigande bortsett från den sista, som är avvikande genom att både ha två höga vokaler och att vara representerad i endast ett fåtal ord i den norska vokabulären: (å) huie och (i) hui (och hast).

### Konsonanter
|                | Bilabial/ Labiodental | Bilabial/ Labiodental | Dental/ Alveolar | Dental/ Alveolar | Post- alveolar | Retroflex | Retroflex | Alveolo- palatal | Palatal | Palatal | Velar | Velar | Uvular | Glottal |
| -------------- | --------------------- | --------------------- | ---------------- | ---------------- | -------------- | --------- | --------- | ---------------- | ------- | ------- | ----- | ----- | ------ | ------- |
| klusiler       | p                     | b                     | t                | d                |                | ʈ2        | ɖ2        |                  | c1      | ɟ1      | k     | g     |        |         |
| Nasaler        | m                     | m                     | n                | n                |                | ɳ2        | ɳ2        |                  | ɲ1      | ɲ1      | ŋ     | ŋ     |        |         |
| Frikativa      | f                     |                       | s                |                  | ʃ              | ʂ2        |           | ɕ2               | ç       |         |       |       | ʁ3     | h       |
| Likvider       |                       |                       | ɾ3, l            | ɾ3, l            |                | ɽ4, ɭ2    | ɽ4, ɭ2    |                  | ʎ1      | ʎ1      |       |       |        |         |
| Approksimanter | ʋ                     | ʋ                     |                  |                  |                |           |           |                  |         | j       |       |       |        |         |

1. Nord om Sognefjorden och Mjøsa

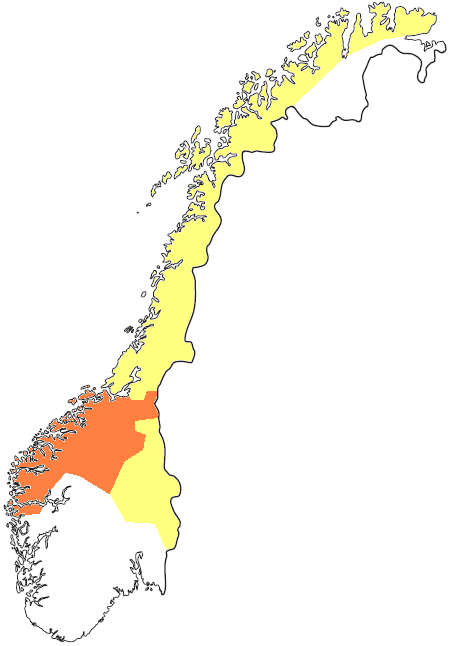
En karta som visar utbredningen av palataliseringen av långa dentala/alveolara konsonanter i Norge.
palatalisering endast i betonade stavelser
palatalisering i såväl betonade som obetonade stavelser
Ingen palatalisering

2. Dessa konsonanter används i dialekter med retroflexer, men uppfattas som en sammansättning av rt, rd, rn, rs, rsj och rl.
3. [ɾ] och [ʁ], de så kallade rullande r och Tungrots-r är allofoner.
4. Østlandet, Trøndelag, Nordmøre, Romsdal och sydliga Nordland

Något förenklat kan man tala om tre konsonantsystem i norska dialekter. I de södra och västra dialekterna har man det enklaste systemet. Østlandsk som talas i sydöstra Norge, däribland Oslo, har i tillägg retroflexer och i nordafjells har man både retroflexer och palatalisering. 
Tjockt l (/ɽ/) är ett relativt ovanligt språkljud på världsbasis. Ljudet finns i alla de östnorska dialekter och i några västnorska dialekter i gränsområdet till östnorska, nämligen romsdalsk och sydlig nordlandsk. Traditionellt har standardöstnorska undvikit retroflexerna, men dessa är nu i hög grad accepterade tillsammans med de omkringliggande dialekterna. Undantaget är det tjocka l som framförallt används då det i skriftspråket står rd.

### Vokalernas längd
Norska vokaler kan vara antingen korta eller långa. Fonologiskt sett har norska konsonanter ej någon längdskillnad. Även om det är möjligt att mäta en viss skillnad i längden mellan konsonanter är detta alltid avhängigt av vokallängd och skillnaden är långt mindre än den är för långa och korta vokaler. 
Skillnaden mellan lätta och tunga stavelser är beroende av längden. En tung stavelse i norskan är en stavelse med en konsonant och/eller med lång vokal i stavelsens rim.

### Betoning
Betoningen i norska faller på den sista tunga stavelsen i stammen av ordet. I den ursprungliga norska delen av ordförrådet innebär detta att betoningen faller på första stavelsen: 
- kas.te, hes.te.ne, ka.ta.ma.ra.nen, te.ve.en, for.stå.e.lig

I sammansättningar faller huvudbetoningen på första ledet av sammansättningen, senare led får en bibetoning.
- ka.ta.ma.ran.te.ve.en, ko.ne.bå.ten

För en del ord gäller inte denna regel. Dessa måste då markeras som ett undantag i lexikon, så att sista stavelsen av stammen är osynlig för placering av betoning. Detta gäller bland annat lånord med ändelsen -or, men även andra ord. 
- pro.fes(.sor), lek(.tor), ko.le(.ra),

### Tonläget

Tonläget 1 och 2 i Oslo.

Tonläget 1 och 2 i Bergen.

I de flesta norska dialekter blir huvudtrycket realiserat på en av två olika sätt, antingen som tonläge 1 eller som tonläge 2. Tonläge 2 går historiskt sätt tillbaka till ord som hade två stavelser i gammalnorska. Därmed har de flesta flertalsformerna tonläge 2 (²hester, ²piler från hestar, pílur). Substantiv med omljud i plural hade flertalsändelse utan vokal och därmed tonläge 1 i dag (¹føtter, ¹hender fra fœtr, hendr).
Nya lånord får som regel tonläge 1 (¹kajakk, Tim¹buktu). Tonläget i sammansatta ord är fördelat efter ett komplicerat mönster där tendensen är att ifall konsonanten runt fogelementet är obestämt och/eller obstruent är det mer sannolikt med tonläge 1. Det är som att ett stort hinder är med och delar ordet i två så att det blir tonläge 1, medan stämda konsonanter är med och håller ordet samman, prosodiskt sett. Således heter det ¹ferskfisk men ²villaks.
I dialekterna blir tonlägena realiserat olikt, medan den lexikaliska tillordningen är stort sett den samma från dialekt till dialekt. Huvudindelningen går mellan lågtonade dialekter (Østlandet och Trøndelag) och högtonade dialekter (Vestlandet och Nordnorge). De lågtonade dialekterna realiserar tonläge 1 som en låg ton och tonläge 2 som en fallande ton men de högtonade dialekterna realiserar tonläge 1 som en hög ton och tonläge 2 som en stigande ton. Detta är en förenkling; särskilt i gränsområdet mellan de två huvudsystemen är förhållandet mer komplext. 
Inte alla dialekter har ett tonläge. Tonläge saknas i dialekterna omkring Bergen samt i flera dialekter i Nordnorge från Nord-Troms och norrut. Bägge dessa områden är områden som har haft hög grad av språkkontakt med andra språk, och i alla fall för Nordnorge är antagligen finska och samiska språk grunden till det saknande tonläget.

## Talspråk

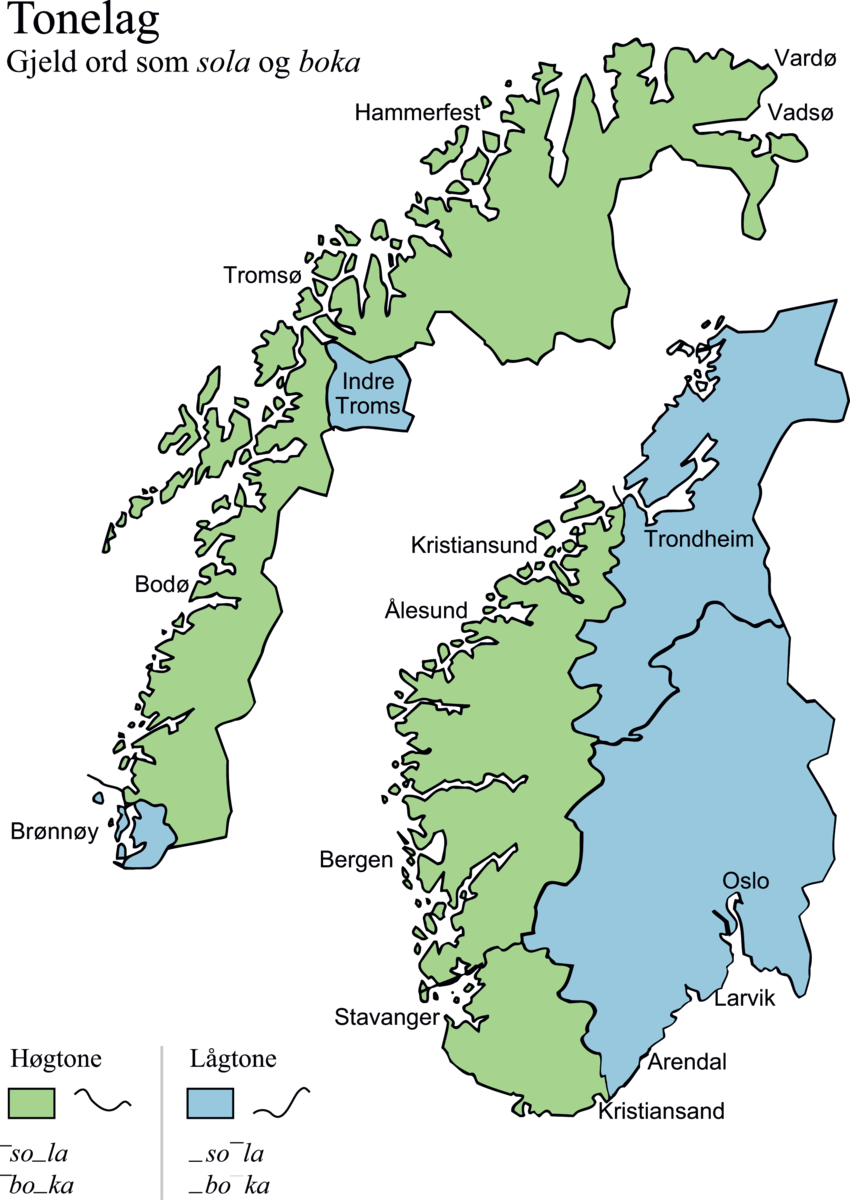
Karta över tonläget i de norska dialekterna.

Modernt norskt talspråk kan delas in i norska dialekter samt standardspråk som har sitt ursprung i det danska språket, och då framförallt de östnorska dialekterna som talas i och omkring Oslo. Norskan har i motsats till svenskan ej ett standarduttal men uttalet i Oslo brukar ofta ses som det norska riksspråket. Standardspråket kan också räknas som sociolekter. De norska dialekterna är å andra sidan de traditionella och platsbaserade tungomålen med rötter i uttalet som rådde innan dansktiden. Standardspråket, dialekter och det danska skriftspråket har under historiens förlopp ömsesidigt påverkat varandra. 

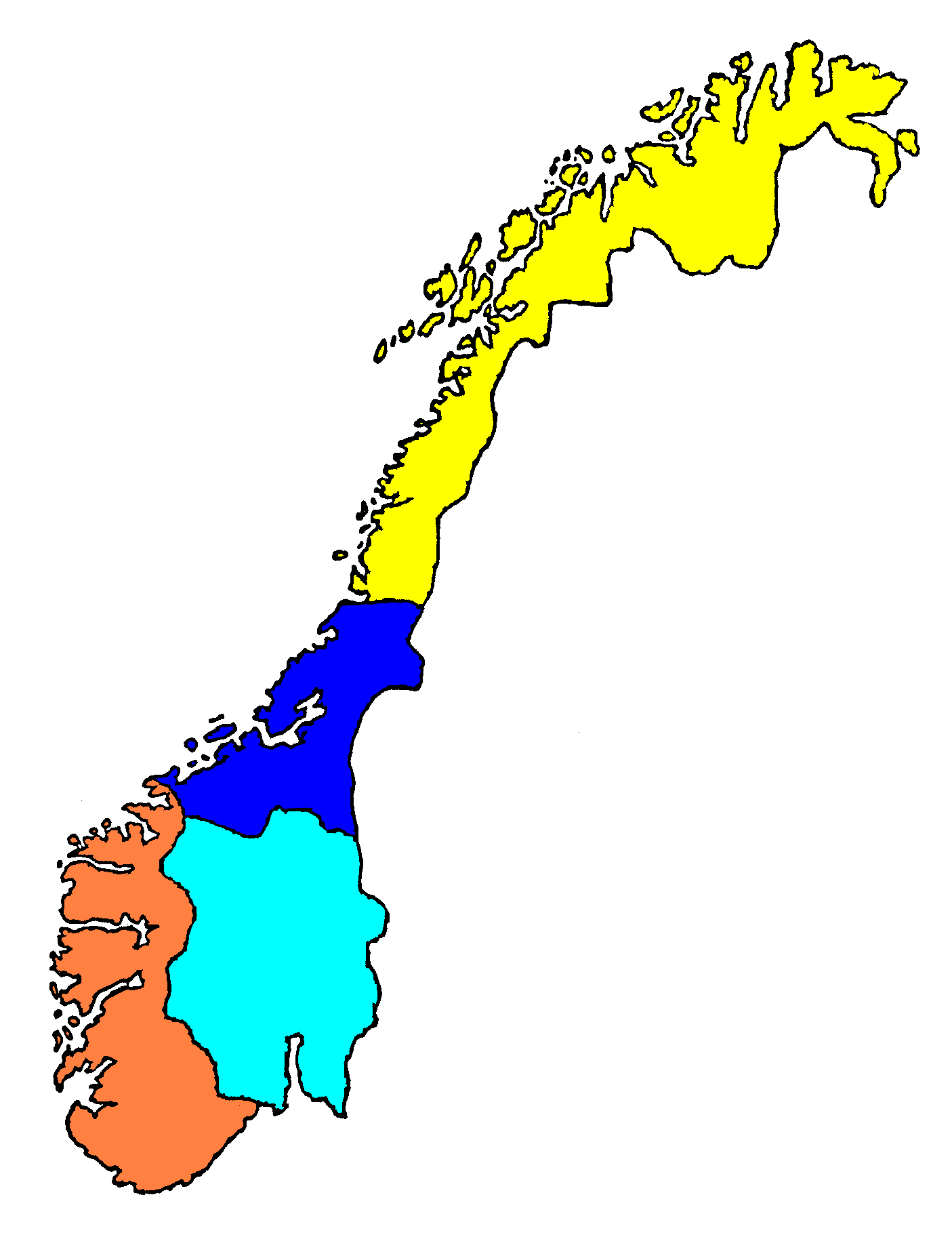
Kartan visar de fyra huvudgrupperna av norska dialekter: nordnorska i gult, trönderska i mörkblått, vestländska i orange och östländska i ljusblått.

### Norska dialekter
Norskt talspråk har stora dialektala skillnader, speciellt i förhållande till folkmängden. Dessa skillnader kan bland annat förklaras av stora geografiska avstånd, och att fjällandskapet har begränsat kontakten mellan människor. Den starka ställningen som dialekterna har fått i modern tid, också i mer formella sammanhang, är mer eller mindre unikt för Norge. De lokala dialekterna är bättre bevarade än i många andra länder där dialekter försvagats genom påverkan av massmedierna och migration inom landet. Dialektvariationerna omfattar systematiskt avvikande vokabulär, morfologi, syntax/grammatik, ortografi och uttal.
Man skiljer mellan två huvudgrupper av dialekter i Norge, östnorska och västnorska. De östnorska dialekterna talas på Østlandet, i Trøndelag och på Nordmøre; de västnorska dialekterna talas i Agder-fylkerna, på Vestlandet inkluderat Sunnmøre och Romsdal, och i Nordnorge. Huvudkriteriet för var gränsen går är den så kallade jamvektsloven, alltså jämviktslagen, vilket kortfattat är huruvida trycket är på bägge stavelserna i tvåstaviga ord eller inte. I östnorska dialekter blev de trycklätta ändelsevokalerna från fornnordiska försvagade till e, alltså solen istället för sola eller fullt bortfall i ord med långa och därmed mer betonade rotstavelser, men har hållit sig oförändrade i ord med korta rotstavelser. Ett annat särdrag för de östnorska dialekterna är att man i uttalet har ett tjockt l vid l eller rd i skriftspråket. Den mest märkbara skillnaden är emellertid att de östnorska dialekterna är lågtonade medan väst- och nordnorska är högtonade, det vill säga att ett ord som bergen har en initial låg ton i östra Norge eller fallande i västra och norra Norge.
Det östnorska dialektområdet kan indelas i østlandsk och trönderska. Det västnorska området kan också på sin sida delas in i vestlandsk och nordnorsk.

### Standardspråk och sociolekter
I tillägg till norska dialekter finner man flera standardspråk i Norge: Standard östnorska (tidigare kallat det utbildade vardagsspråket) i Østlandsområdet, penbergensk i Bergen och fintrønder i Trøndelag. Dessa talesätt kan uppfattas som såväl standardspråk som sociolekter. Dessa sociolekter skiljer sig särskilt i morfologi från de omkringliggande dialekterna och hör varken till östnorska eller västnorska dialekter. De är i ett språkvetenskapligt perspektiv ej några dialekter, men är en del av talspråket som tillsammans utgör det moderna norska språket.

## Ortografi
Det finns två officiella skriftspråksvarianter, som förvaltas av Språkrådet:
- bokmål: skriftspråk (starkt påverkat av danska på grund av 400 års danskt styre) som majoriteten i Norge skriver. Bokmål är i dag (sedan 1929) namnet på den i staten Norge mest använda officiella varianten. 91 % av alla norskspråkiga publikationer var på bokmål/riksmål 2003.
- nynorska: skriftspråk utvecklat av Ivar Aasen i mitten av 1800-talet baserat i huvudsak på västnorska och dialekterna i de inre områdena av fylkena Aust-Agder, Telemark och Buskerud.

Utöver detta finns det historiska och inofficiella språkvarianter. Mest framträdande är riksmål som är mycket likt bokmål men skrivs mer konservativt. Andra målformer är det under 1900-talet utarbetade samnorsk samt høgnorsk.

### Alfabetet
- A B C D E F G H I J K L M N O P Q R S T U V W X Y Z Æ Ø Å
- a b  c d  e f  g h  i j  k l  m n  o p  q r  s t  u v  w x  y z  æ ø  å

c, q, w, x och z används i princip bara i lånord och i vissa efternamn.
a, e och o kan förses med diakritiska tecken för att särskilja homografer, men inte nödvändigtvis.
Fornnorska skrevs med runalfabetet, och det latinska alfabetet infördes med kristendomens intåg på 1000-talet.
Medeltidsnorskan tog likt svenskan in ligaturerna Æ och Œ från medeltidslatin. Ø har troligen kommit till genom att med tiden ha förlorat de horisontella linjerna och resten av E har fått lutning. Norskan har delvis använt den tyska ligaturen av Æ och Œ där E bildat prickar över första vokalen, men övergick inte helt till det bruket av Ä och Ö som Sverige gjorde på 1500-talet.
I analogi med dessa skapades bokstaven Å i Sverige för Gustav Vasas Bibel 1526, användande a med ring ovanför, som ett förenklat a eller o för att symbolisera omvandlingen till ljud likt O. AA hade sedan medeltiden uttalats som Å (ungefär [o:]) i Norden, utvecklat av fornnordiskans långa A. Under 1800-talet gjordes ansträngningar att införa detta som kallades "svenskt Å", som tillåtet alternativ 1869. Först 1917 infördes Å officiellt som rekommenderad ersättning för AA och Danmark följde efter 1948. Sedan 1938 är det obligatoriskt, men det är dock tillåtet ibland att skriva AA med den äldre stavningen, framför allt i personnamn och vissa geografiska namn, och speciellt för att kompensera avsaknad av tecknet Å i teckenuppsättningar. Citat från äldre text behåller vanligen den äldre stavningen.

## Ordförråd

### Indoeuropeiska arvord
Grundstammen av norska ord är arvord från indoeuropeiska. Slutna ordklasser är de som överlevt längst medan öppna ordklasser är mer utsatta för språkförändringar. De allra flesta starka verb är arvord eftersom böjningsmönstret inte har varit produktivt på en lång tid. Avljud som är också så pass gammalt i böjningsmönstret är arvord. Till exempel å drive – dreiv. Dessutom finns det ett antal ord som man vet efter språkvetenskapliga analyser kan härledas till ett indoeuropeiskt urspråk. Gud, far, mor, sønn, datter, bror, søster, brød, plog, mjød, kobber, gull och hus är ord som är indoeuropeiska.  

### Lånord
Språksamhällen lånar ord från mer prestigefulla språk via tvåspråkiga talare. Studier av lånord i norskan spelar därmed samhällsmässiga förhållande i Europa som en anledning till lånorden en stor roll. Med införandet av kristendom kom flera lånord kopplade till den kristna tron. Av lånorden i gammalnorska enligt Fritzners Gammelnorsk Ordbog är cirka 61 % från latin, 25 % från gammal- och mellanhögtyska, 7 % från gammalfranska och under 5 % från gammalengelska. De flesta latinska orden är kopplade till kristendomen, många tyska ord till handel och många franska ord till hovlivet. Under den mellannorska tiden genomgick norskan en snarlik utveckling som svenskan där norskan fick ta emot stora mängder lånord från lågtyska. Detta genom de hanseatiska handelsmän som idkade handel i framförallt Bergen, och som bidrog till en tämligen stor invandring av såväl handelsmän, hantverkare som ämbetsmän. Därför har det antagits att hälften av det totala ordförrådet i norska kommer från lågtyska.
Antalet nya lånord har sedan mitten av 1900-talet vuxit kraftigt, och inte minst efter att television och senare internet blivit vanligt i norska hem. Det är särskilt engelska som har varit den huvudsakliga källan till nya ord. Tor Guttu (lexikograf) menar att Kafésvensk har varit känt i Norge sedan omkring 1900.
Precis innan andra världskriget registrerade filologen Aasta Stene omkring 530 engelska ord som användes i norskan. Liknande undersökningar som genomförts senare visar tydligt på en trend att stadigt fler och fler engelska lånord har kommit in i norskan. Anglisismeordboka, eller anglicismordboken från 1997 visar på 4 000 uppslagsord, det vill säga att omkring 7,5 så många som Stene fann. Engelska lånords andel har också stigit markant och utgör i moderna ordböcker cirka tio till tolv procent av lånorden.  
Medan lånorden från engelskan under 1950-talet var i hög grad kopplade till ungdomskulturen har fenomenet spridit sig till andra områden. Medan ungdomskultur fortsatt är ett viktigt område, finner man också många engelska lånord inom ämnena teknologi, fritidsaktiviteter, sport och näringsliv.

### Norskifiering
Norskifiering är att ge lånord ett norskt skriftsätt. De allra flesta äldre norska lånord skrivs på ett norskt sätt, men för nya lånord kan det finnas ett betydligt motstånd mot att förnorska hur man skriver orden då många redan hunnit bli etablerade i norskan innan ett alternativt skrivsätt föreslås. Medan skrivsätt som sitron, sjåfør och kul för citron, chauffeur och cool inte väcker någon särskild uppmärksamhet blev förslag om norskifieringar som sørvis, sirka, beiken och pøbb ibland hånade när språkrådet föreslog dem år 1996.

### Förnorskning
Förnorskning är när man tar ett norskt ersättningsord istället för lånord. Exempel är idémyldring för brainstorming, nettleser för (web) browser eller kringkasting för broadcasting.
Ett ersättningsord kan skapas på flera olika sätt, huvudsaken är att man förstår vad ordet faktiskt betyder. Det kan skapas ersättningsord på huvudsakligen två olika sätt. Ett sätt är att översätta direkt, t.ex. Mountain bike översättes alltså till fjell-/terrengsykkel och boarding card med ombordstigningskort. 
Andra gånger behövs lite mer fantasi för att förstå betydelsen. Ord som feedback och corner kan knappt förstås på norska ifall det översättes med tilbakemating eller hjørne. Tilbakemelding och hjørnespark är däremot mycket mer förståeligt. Nyanserna är därför viktiga när nya ersättningsord skall skapas. 
I Norge är det Språkrådet som har tagit ansvaret för att komma med nya ersättningsord.

## Morfologi

### Substantiv
Norska substantiv böjs likt svenskan i bestämdhet (bestämt/obestämd), numerus (ental/flertal) och kasus (nominativ/genitiv). 
Som i de flesta andra indoeuropeiska språk är substantiven i norska indelade i olika böjningsklasser, först och främst genus och stark respektive svag böjning. Norska substantiv kan ha tre olika kön: maskulinum, neutrum och femininum. Undantag är dialekten i Bergen och konservativa varianter av bokmål, som endast har maskulinum och neutrum.  
Böjningen av regelbundna substantiv beror på könet. Från och med första april 2005 kan alla feminina substantiv på bokmål böjas som om de vore maskulinum. På vissa varianter av nynorska är det ett starkt och ett svagt böjningsmönster för feminina och neutrala substantiv. 
|       | Singular      | Singular   | Plural   | Plural      |
| Genus | Obestämd      | Bestämd    | Obestämd | Bestämd     |
| ----- | ------------- | ---------- | -------- | ----------- |
| mask. | en båt        | båten      | båter    | båtene      |
| fem.  | ei sol en sol | sola solen | soler    | solene      |
| neut. | et hus        | huset      | hus      | husene husa |

|       | Singular | Singular | Plural   | Plural  |
| Genus | Obestämd | Bestämd  | Obestämd | Bestämd |
| ----- | -------- | -------- | -------- | ------- |
| mask. | ein båt  | båten    | båtar    | båtane  |
| fem.  | ei sol   | sola     | soler    | solene  |
| neut. | eit hus  | huset    | hus      | husa    |

### Adjektiv
Norska adjektiv böjs i grader (fin – finere – finest) och genus. Med undantag av liten (lita, lite) och i några andra dialekter andra adjektiv på -en är oppositionen mellan maskulinum och femininum neutraliserad, och endast neutrumformen är avvikande. Böjning efter genus gäller endast adjektiv i positiv obestämd singularis. Gradböjda adjektiv och adjektiv i flertal och i bestämd form (finere, finest, fineste, fine) har inte genusböjning. 
Adjektiven böjs efter bestämdhet och numerus, precis som substantiv. Det skiljer sig likväl från varandra genom att de vid substantiven är ärvda kategorier där adjektiven rättar sig efter substantivet. Exponenterna för de olika betoningarna i varje kategori är också helt olik de exponenter som finns innanför substantivböjningen. Flertal uttryckts med e- för adjektiven, men med bland annat -er för substantiven (gule soler).
Det är två böjningsparadigmen för adjektiven, den svaga böjningen används när argumentet är bestämt och den starka används när argumentet är obestämt:
| Positiv | Komparativ | Superlativ |
| ------- | ---------- | ---------- |
| grønne  | grønnere   | grønneste  |

| Positiv    | Positiv   | Positiv | Positiv  | Komparativ | Superlativ |
| Maskulinum | Feminimun | Neutrum | Pluralis | Komparativ | Superlativ |
| ---------- | --------- | ------- | -------- | ---------- | ---------- |
| grønn      | grønn     | grønt   | grønne   | grønnere   | grønnest   |

### Verb
Regelbundna norska verb har sju böjningsformer. Med verbet leve som exempel är dessa former: fyra finita former: lever (presens), levde (preteritum), leve (optativ), lev (imperativ) och infinita former: leve (infinitiv), levende (presens particip) och levd (perfekt particip).
Verb kan även delas in i olika böjningstyper såsom svaga och starka verb efter huruvida de slutar preteritum med suffix eller inte. Svaga verb avslutar preteritum med suffixen -a/et eller -te/-(d)de, och fördelningen dem i mellan är avhängig av fonologiska egenskaper vid stammen. Enstaviga ordstammar, till exempel (å nå), har suffixet -dde, och ordstammar med betoning samt tonläget 1 (t.ex. å reparera) har suffixet -te, det samma har ordstammar med vissa fonologiska strukturer. Alla andra svaga verb har ändelsen -a/et i preteritum. Starka verb har vokalväxling i ändelser i preteritum, så kallat avljud.
Norska verb kan också delas in i huvudverb och hjälpverb. Hjälpverben är en låst klass av verb som används dels till att skapa sammansatta tidsformer (Vi har gått), och dels till att markera talarens inställning till innehållet i satsen: Vi må gå nå. Syntaktiskt skiljer sig hjälpverben sig från andra verb genom att de tar ett verb i infinitiv som komplement utan infinitivmarkering, jämför Vi prøver å gå nå, där prøver till skillnad från må inte är ett hjälpverb.
|          | Infinitiv     | Presens | Preteritum   | Perfekt              | Imperativ |
| -------- | ------------- | ------- | ------------ | -------------------- | --------- |
| Bokmål   | å kaste       | kaster  | kastet kasta | har kastet har kasta | kast!     |
| Nynorska | å kasta/kaste | kastar  | kasta        | har kasta            | kast!     |
| Svenska  | att kasta     | kastar  | kastade      | har kastat           | kasta!    |

|          | Infinitiv   | Presens | Preteritum | Perfekt          | Imperativ |
| -------- | ----------- | ------- | ---------- | ---------------- | --------- |
| Bokmål   | å lyse      | lyser   | lyste      | har lyst         | lys!      |
| Bokmål   | å leve      | lever   | levde      | har levd         | lev!      |
| Nynorska | å lysa/lyse | lyser   | lyste      | har lyst         | lys!      |
| Nynorska | å leva/leve | lever   | levde      | har levt/levd    | lev!      |
| Svenska  | att lysa    | lyser   | lyste      | har lyst         | lys!      |
| Svenska  | att leva    | lever   | levde      | har levt (levat) | lev!      |

### Pronomen
Pronomen i norskan böjs precis som i svenskan efter kasusen nominativ och ackusativ. Vissa dialekter har bevarat dativ vid substantiv, men dessa böjer även pronomen i dativ medan andra använder sig av ackusativ i pronomen samt dativ i substantiv vilket ger norska dialekter tre olika kasus. Pronomen är en sluten ordklass. 
De så kallade possessiva, demonstrativa och relativa ses inte längre som pronomen. 
| Nominativ | Ackusativ | Svenska                        |
| --------- | --------- | ------------------------------ |
| jeg       | meg       | jag, mig                       |
| du        | deg       | du, dig                        |
| han       | ham/han   | han, honom                     |
| hun       | henne     | hon, henne                     |
| den       | den       | den (maskulinum och femininum) |
| det       | det       | det (neutrum)                  |
| vi        | oss       | vi, oss                        |
| dere      | dere      | ni, er (plural)                |
| de        | dem       | de, dem                        |

| Nominativ | Ackusativ | Svenska                           |
| --------- | --------- | --------------------------------- |
| eg        | meg       | jag, mig                          |
| du        | deg       | du, dig                           |
| han       | han/honom | han, honom eller den (maskulinum) |
| ho        | ho/henne  | hon, henne eller den (femininum)  |
| det       | det       | det (neutrum)                     |
| me/vi     | oss       | vi, oss                           |
| de        | dykk      | ni, er (plural)                   |
| dei       | dei       | de, dem                           |

Bokmål har precis som svenskan två olika tredje person singular pronomen. Han och hon refererar till manliga respektive kvinnliga individer medan den och det refererar till icke-personliga och icke-levande substantiv av såväl maskulin/feminint eller neutralt genus. Som kontrast har nynorska och de flesta dialekter samma pronomen för såväl (han (m.), ho (f.) och det (n.)) för såväl personliga som icke-personliga substantiv.

## Exempel
| Svenska                     | Bokmål                     | Nynorska                    |
| --------------------------- | -------------------------- | --------------------------- |
| Jag kommer från Norge.      | Jeg kommer fra Norge       | Eg kjem frå Noreg.          |
| Vad heter han?              | Hva heter han?             | Kva heiter han?             |
| Detta är inte en häst.      | Dette er ikke en hest.     | Dette er ikkje ein hest.    |
| Regnbågen har många färger. | Regnbuen har mange farger. | Regnbogen har mange fargar. |